# المطاميل (يريم)

تعديل مصدري - تعديل

المطاميل محلة تابعة لقرية بلسان، التابعة لعزلة عبيدة بمديرية يريم إحدى مديريات محافظة إب في الجمهورية اليمنية.، بلغ تعداد سكانها 188 حسب تعداد اليمن لعام 2004.